# Rosa Diamante
Rosa Diamante – amerykańska-meksykańska telenowela z 2013 roku wyprodukowana przez wytwórnię Telemundo i Argos Comunicación.
Telenowela była emitowana m.in. w Stanach Zjednoczonych na kanale Telemundo.

## Obsada
- Carla Hernández - Rosa Andrade Andere
- Mauricio Ochmann - José Ignacio Altamirano
- Lupita Ferrer - Rosaura Andere de Sotomayor
- Claudia Ramírez - Raquel Altamirano
- Begoña Narváez - Bárbara Montenegro de Altamirano
- Sofía Lama - Andrea Fernández
- Luis Xavier - Gerardo Altamirano
- Manuel Balbi - Gabriel Robles
- Néstor Rodulfo - Ramón Gómez
- Luciana Silveira - Miss Margaret Bridges/María Margarita Puentes
- Marco de Paula - Gerardo Altamirano Jr.
- Patricia Conde - Leticia Sotomayor de Montenegro
- Ignacio Riva Palacio - Martín Montenegro
- Ofelia Guiza - Chole Muñiz
- Constantino Costas - Rodolfo Montenegro
- Marco Treviño - Antonio Andrade
- Patricio Castillo - Eduardo Sotomayor
- Thali García - Eva Sotomayor
- Julieta Grajales - María Corina Villalta
- Miguel Garza - Leonardo Bernal
- Citlali Galindo - Francisca
- Heriberto Méndez - Sergio Escobar
- Iván Bronstein - Horacio Villarreal
- Luis Cárdenas - Padre Amador
- Tsuria Díaz - Valeria
- Marco Antonio Aguirre - Lucho
- Francisco Calvillo - Jorge Pacheco
- Mariana Villalvazo Martin - Lucía Altamirano